# 泽蕃椒
泽蕃椒（学名：Deinostema violacea）为玄参科泽蕃椒属下的一个种。